# ジョン・G・ニコルズ
ジョン・G・ニコルズ（John G. Nichols、1812年12月29日 – 1898年1月24日）は、アメリカの実業家、建築家、そして政治家であった。

## 人物
1812年12月29日、ジョン・グレッグ・ニコルズはニューヨーク州カナンデーグアで生まれた。彼の父ウィリアム・ニコラスはスコットランドの移民であった。